# Santa Cruz (Californien)
 For alternative betydninger, se Santa Cruz. (Se også artikler, som begynder med Santa Cruz)
Santa Cruz er en amerikansk by og administrativt centrum i det amerikanske county Santa Cruz County, i staten Californien. I 2000 havde byen et indbyggertal på 54.593.

## Ekstern henvisning
- Wikimedia Commons har flere filer relateret til Santa Cruz (Californien)
- Santa Cruz hjemmeside (engelsk) Arkiveret 9. oktober 2006 hos  Wayback Machine

36°58′19″N 122°1′35″V / 36.97194°N 122.02639°V